# 佐敦道
佐敦道是香港九龍油尖旺區的一條道路，西起海寶路，東至加士居道，連接西九龍填海區（九龍站）及伊利沙伯醫院一帶。

## 歷史

### 名稱由來
此道路於1887年建成時原名第六街，1909年3月區內街道名稱重整時改為現時名稱，同年5月再將加士居道南一併列入佐敦道。根據《南華早報》於1909年5月31日刊登的一篇讀者來函，為紀念一位爵士，而命名為佐敦道任英國駐華公使朱邇典爵士（即佐敦爵士）命名。

### 交通基建
佐敦道所處的地方原名官涌。1970年代，香港地鐵興建「修正早期系統」（有關路段現屬觀塘綫及荃灣綫），並在彌敦道與佐敦道交界處設一車站，以佐敦道之名命名為佐敦站。從此以後，該區亦被慣稱為佐敦。
佐敦道最西端原來為佐敦道碼頭，但是香港政府在1990年代將佐敦道碼頭拆卸以進行西九龍填海工程，將佐敦道伸展至西九龍填海區。
佐敦道是公共小巴政策下，於九龍半島可以行駛的範圍內的南端盡頭。佐敦道以南，除西區海底隧道外，禁止公共小巴進入。2011年1月13日起，禁區範圍進一步擴充，介乎加士居道與廣東道之間的佐敦道西行，以及介乎南京街與佐敦道之間的彌敦道南行皆禁止公共小巴進入。此外，公共小巴曾經於文匯街設立總站，因為位置接近佐敦道碼頭而稱為「佐敦道」總站，其後改於佐敦道以北及甘肅街以南的街道作總站，但總站名稱不變。

## 沿線建築物
- 拔萃女書院
- 九龍佑寧堂
- 佐敦薈
- 新寶廣場
- 鴻運大樓
- 九龍佐治五世紀念公園
- 文華新村
- 柯士甸站
- 香港西九龍站
- 擎天半島
- 圓方
- 九龍站
- 香港麗思卡爾頓酒店

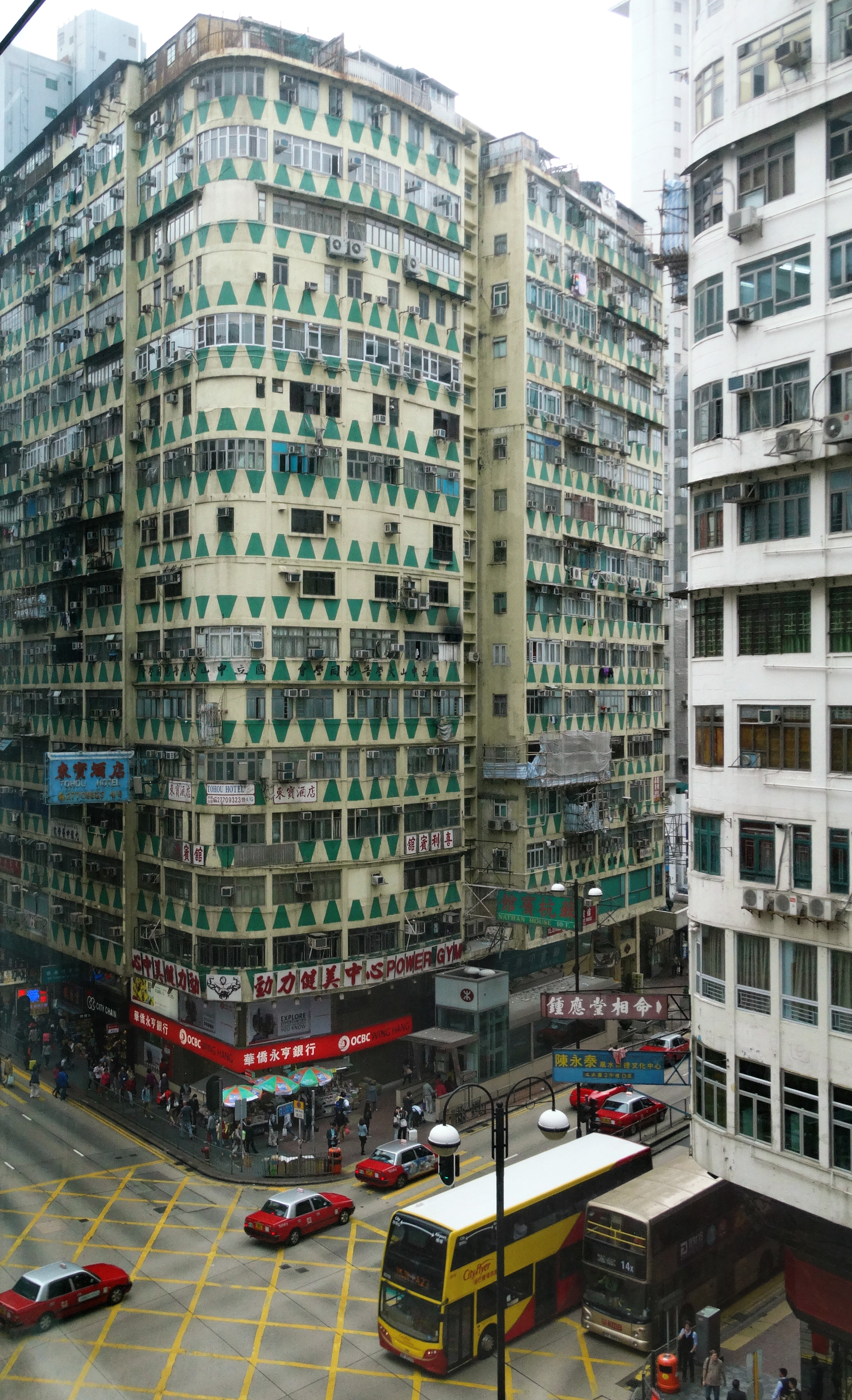
位於佐敦道與彌敦道交界的華豐大廈，賓館林立

佐敦道食店林立，是吃飯的好地方。而在附近的寶靈街、上海街等街道，是步行往尖沙咀的途徑之一。

## 交匯道路
- 伊利沙伯醫院路
- 加士居道
- 佐敦里
- 覺士道
- 志和街
- 德興街
- 彌敦道
- 庇利金街
- 白加士街
- 吳松街
- 廟街
- 上海街
- 炮台街
- 廣東道
- 偉晴街
- 渡船街
- 匯民道
- 海泓道
- 連翔道
- 渡華路
- 雅翔道
- 海寶路
- 西九龍公路

## 外部連結
维基共享资源上的相關多媒體資源：佐敦道
22°18′23.0688″N 114°10′2.7588″E / 22.306408000°N 114.167433000°E